# مارثا كريستنسن
مارثا كريستنسن (بالإنجليزية: Martha Christensen)‏ هي عالمة نبات أمريكية، ولدت في 4 يناير 1932 في أيمز في الولايات المتحدة، وتوفيت في 19 مارس 2017 في ماديسون في الولايات المتحدة.